# بندر شهید حقانی

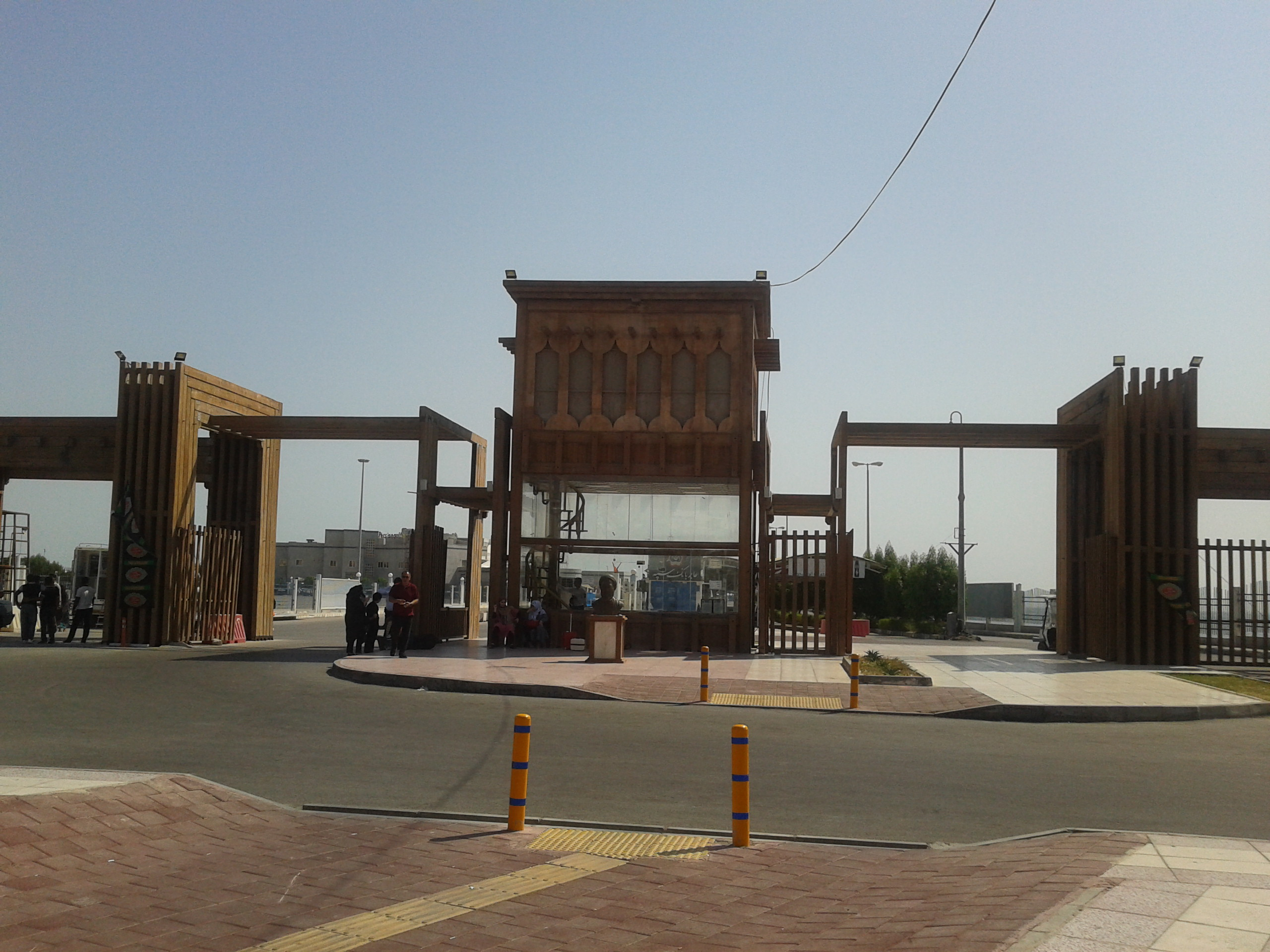
ورودی اسکله شهید حقانی

بندر شهید حقانی بندرعباس بزرگ‌ترین پایانه مسافری دریایی ایران محسوب می‌شود که با ۴۰ فروند شناور استاندارد و پیشرفته و ظرفیت جابجایی همزمان افزون بر چهار هزار نفر را برای سفرهای دریایی دارد. شناورها از این بندر به جزایر قشم و هرمز رفت‌وآمد می‌کنند.
فاصله بندر شهید حقانی تا بندر شهید ذاکری قشم ۱۲٫۳ مایل دریایی برابر با ۲۳ کیلومتر، تا بندر هرمز ۹٫۶ مایل برابر با ۱۸ کیلومتر و تا جزیره لارک ۱۸ مایل دریایی برابر با ۱۳ کیلومتر است.

## نگارخانه

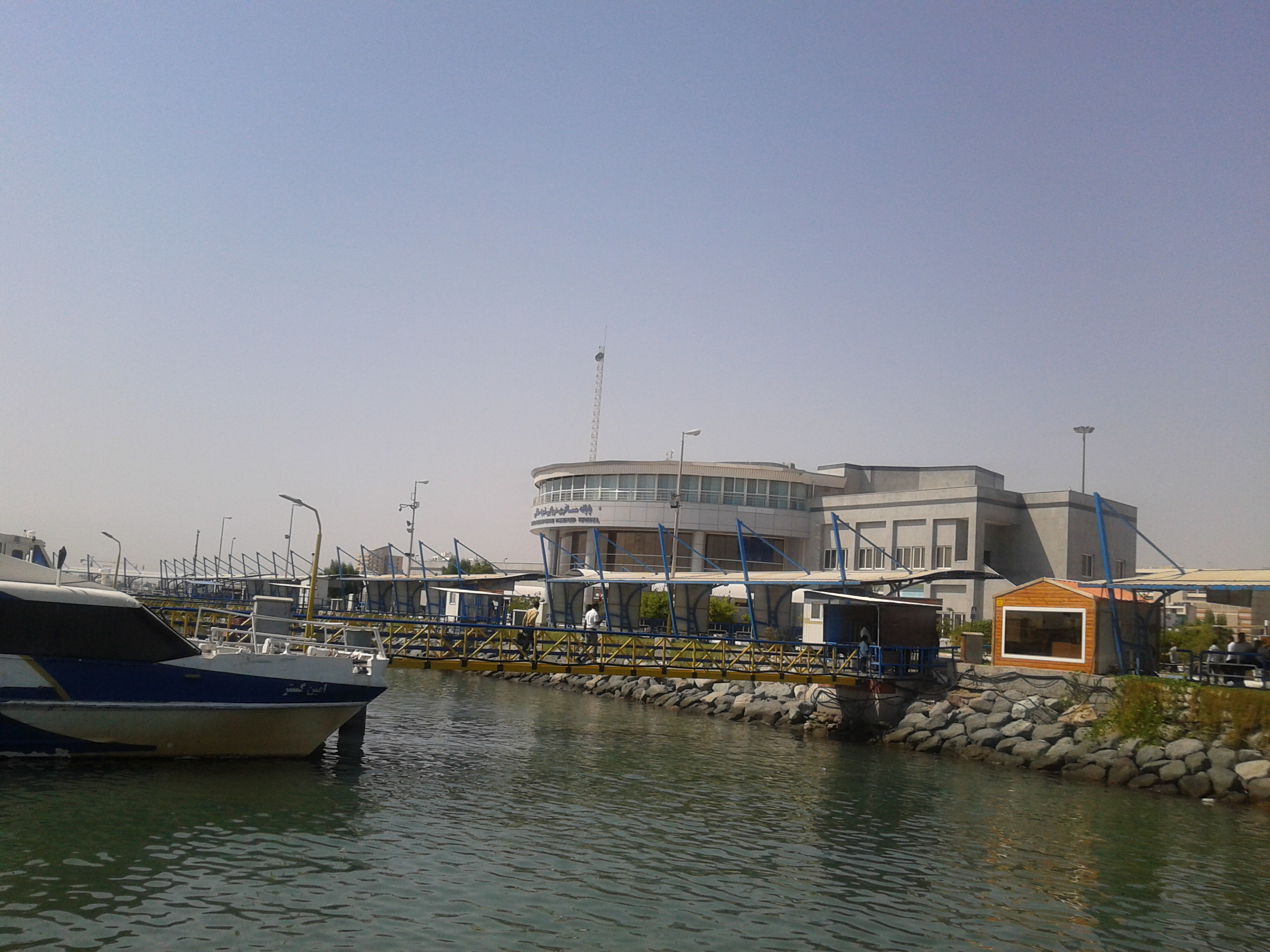
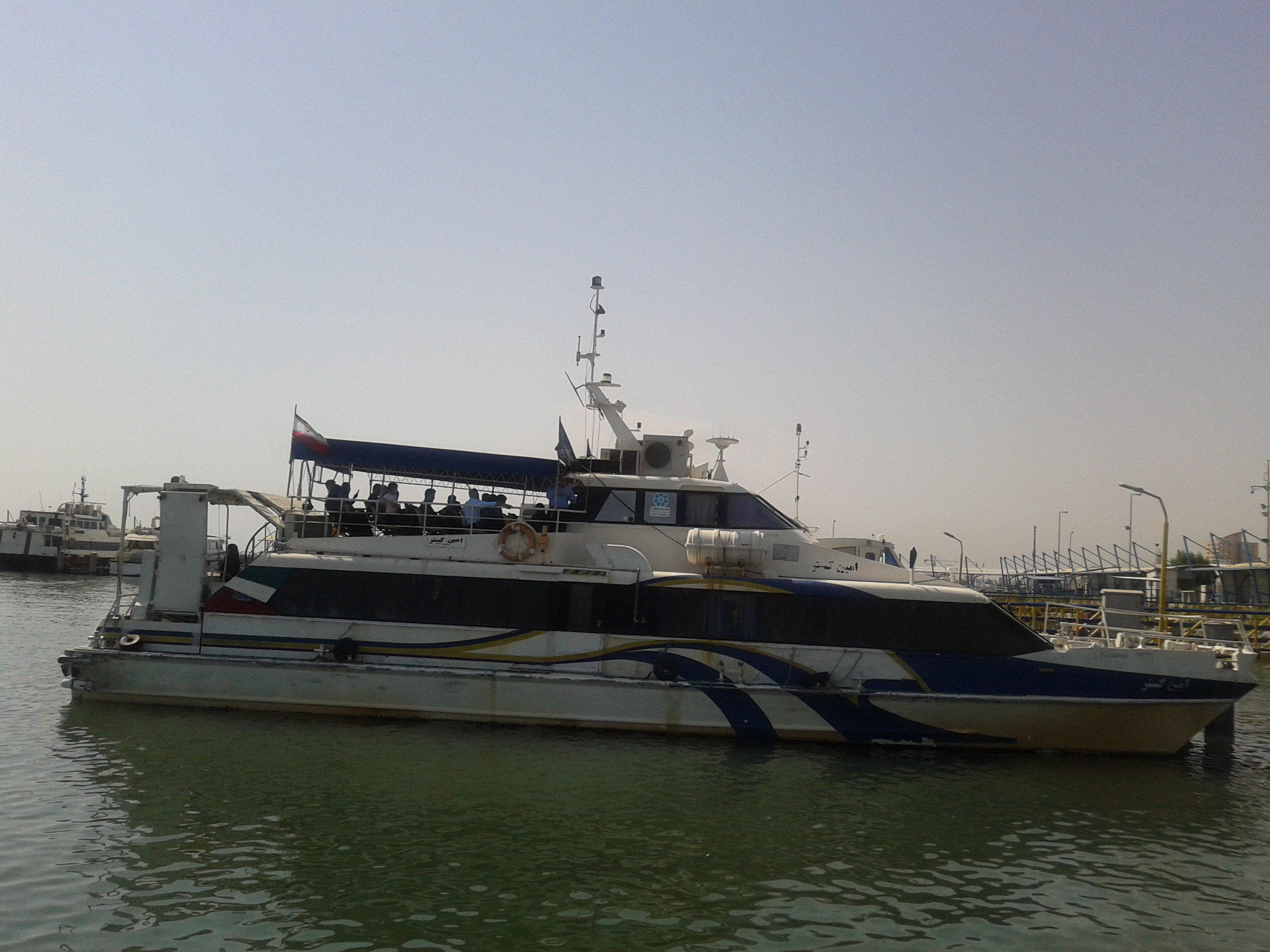
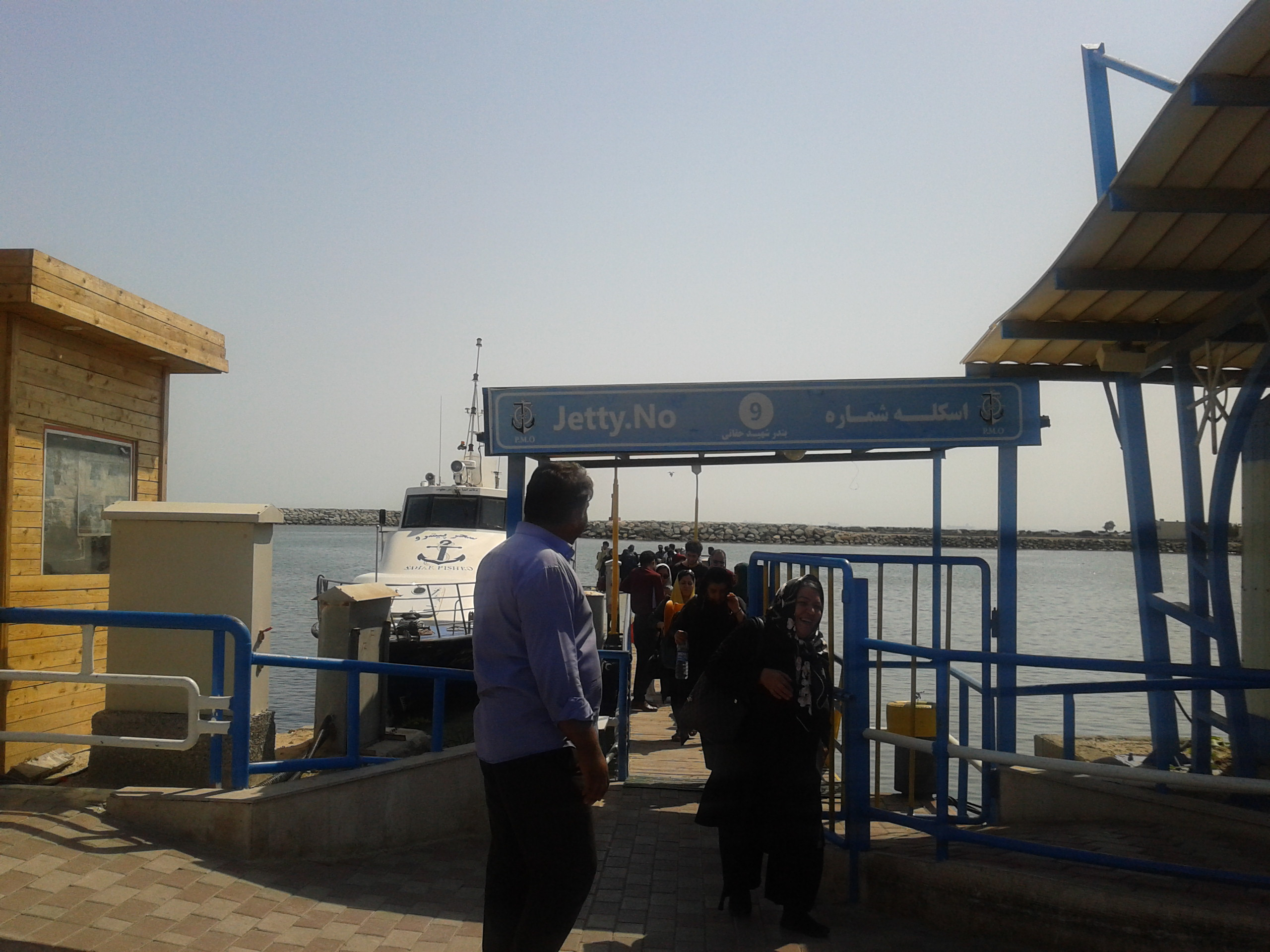